# Omonville-la-Petite
Pour les articles homonymes, voir Omonville (homonymie).
Omonville-la-Petite est une ancienne commune française du département de la Manche et de la région Normandie, peuplée de 123 habitants, devenue le 1er janvier 2017 une commune déléguée au sein de la commune nouvelle de La Hague.

## Géographie

### Localisation
La commune est située au nord-ouest de la péninsule du Cotentin. Son bourg est à 6 km au nord-ouest de Beaumont-Hague et à 24 km à l'ouest de Cherbourg.
Les communes limitrophes sont Digulleville, Herqueville, Jobourg et Saint-Germain-des-Vaux.

## Toponymie
Le nom de la localité est attesté sous les formes Osmundi villa vers 1080, Osmundivilla vers 1095 et Osmonvilla Parva en 1245.
Le toponyme est issu d'un anthroponyme scandinave/norrois tel qu'Asmundr, ou Osmundr,, et de l'ancien français ville dans son sens originel de « domaine rural » issu du latin villa rustica.
Les habitants de la Hague nomment traditionnellement cette commune Saint-Martin, du nom de l'ancienne paroisse, pour la différencier d'Omonville-la-Rogue. Elle s'est appelée également Omonville-la-Lucas et Saint-Martin d'Omonville.

## Histoire

### Préhistoire et protohistoire
Sur le site de la Jupinerie, un gisement d'occupation de pied de falaise occupé au Néolithique et à l'âge du bronze a pu être mis en évidence.

### Moyen Âge
La paroisse Saint-Martin d'Omonville relevait directement du roi, à l'exception du prieuré de Sainte-Hélène (une vingtaine d'hectares et le moulin de Sainte-Hélène) qui relevait de l'abbaye bénédictine de Cormery au diocèse de Tours, et, d'une vavassorie dite de Girard de Saint-Marcouf, relevant de la seigneurie d'Omonville-la-Rogue.

## Politique et administration

### Liste des maires
| Période                                  | Période       | Identité            | Étiquette | Qualité                                |
| ---------------------------------------- | ------------- | ------------------- | --------- | -------------------------------------- |
| Les données manquantes sont à compléter. |               |                     |           |                                        |
| 1892                                     | 1908          | Achille Perrotte    |           |                                        |
| 1908                                     | 1921          | Achille Renet       |           |                                        |
| 1921                                     | 1935          | Jean Damourette     |           |                                        |
| 1935                                     | 1945          | Émile Renet         |           |                                        |
| 1945                                     | octobre 1947  | François Renet      |           |                                        |
| octobre 1947                             | mars 1965     | Jean Damourette     |           | Agriculteur                            |
| mars 1965                                | mars 1983     | Robert Simonot      |           |                                        |
| mars 1983                                | juin 1995     | Charles Damourette  |           | Notaire                                |
| juin 1995                                | mars 2014     | Yveline Gallis      |           | Cadre DCNS, ancienne adjointe au maire |
| mars 2014                                | décembre 2016 | Jean-Pierre Chardot | SE        | Agriculteur                            |

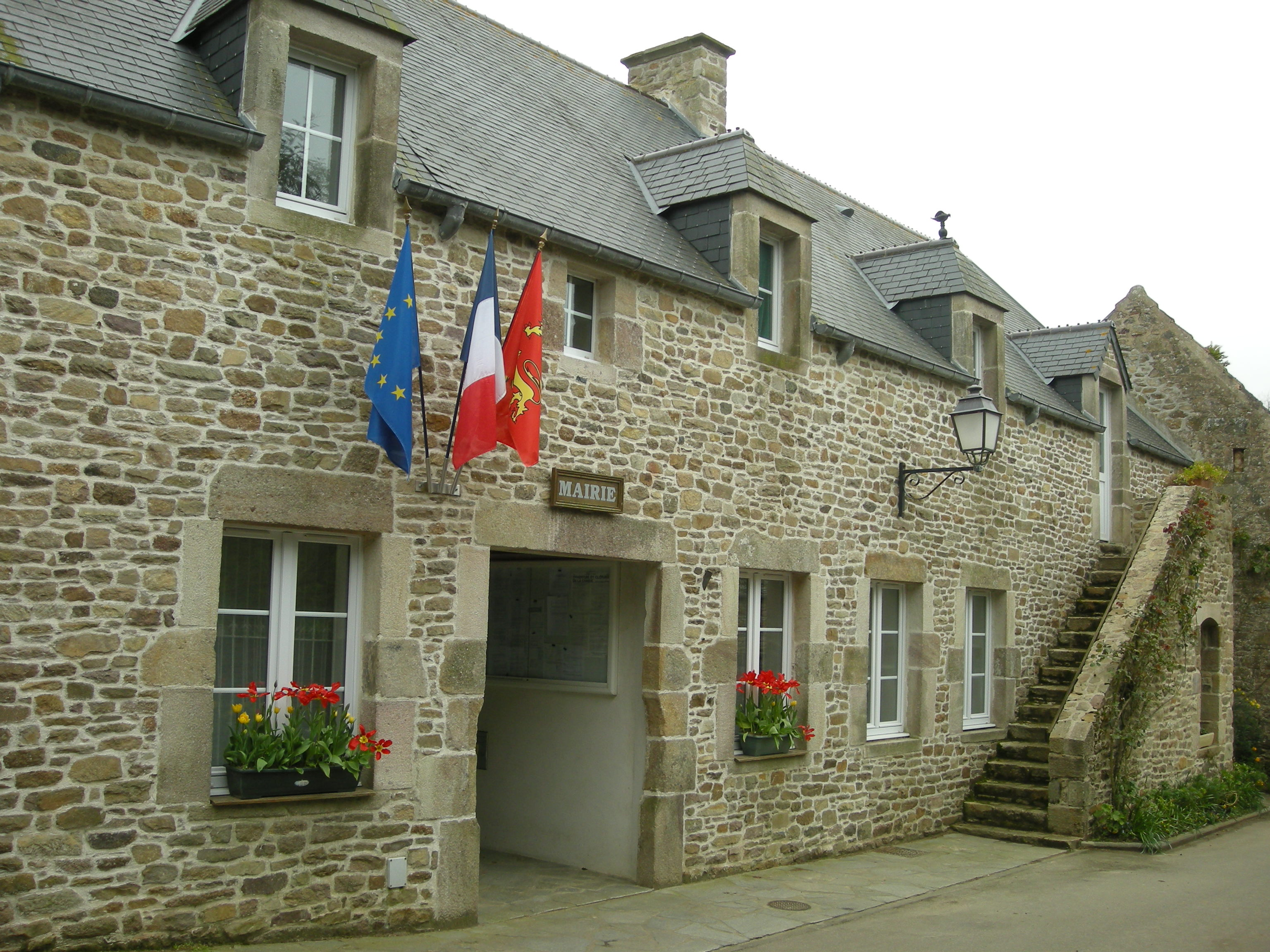
La mairie annexe.

Le conseil municipal était composé de onze membres dont le maire et trois adjoints. Ces conseillers intègrent au complet le conseil municipal de La Hague le 1er janvier 2017 jusqu'en 2020 et Jean-Pierre Chardot devient maire délégué.

### Liste des maires délégués
| Période      | Période      | Identité            | Étiquette | Qualité     |
| ------------ | ------------ | ------------------- | --------- | ----------- |
| janvier 2017 | juillet 2020 | Jean-Pierre Chardot | SE        | Agriculteur |
| juillet 2020 | En cours     | Thérèse Delacour    |           | Retraitée   |

## Population et société
Les habitants de la commune sont appelés les Omonvillais.

### Démographie
L'évolution du nombre d'habitants est connue à travers les recensements de la population effectués dans la commune depuis 1793. À partir du 1er janvier 2009, les populations légales des communes sont publiées annuellement dans le cadre d'un recensement qui repose désormais sur une collecte d'information annuelle, concernant successivement tous les territoires communaux au cours d'une période de cinq ans. 
Pour les communes de moins de 10 000 habitants, une enquête de recensement portant sur toute la population est réalisée tous les cinq ans, les populations légales des années intermédiaires étant quant à elles estimées par interpolation ou extrapolation. Pour la commune, le premier recensement exhaustif entrant dans le cadre du nouveau dispositif a été réalisé en 2008,.
En 2021, la commune comptait 123 habitants, en évolution de −15,17 % par rapport à 2015 (Manche : +0,44 %, France hors Mayotte : +2,49 %).
Omonville-la-Petite a compté jusqu'à 701 habitants en 1821.
| 1793 | 1800 | 1806 | 1821 | 1831 | 1836 | 1841 | 1846 | 1851 |
| ---- | ---- | ---- | ---- | ---- | ---- | ---- | ---- | ---- |
| 545  | 540  | 658  | 701  | 637  | 618  | 565  | 511  | 500  |

| 1856 | 1861 | 1866 | 1872 | 1876 | 1881 | 1886 | 1891 | 1896 |
| ---- | ---- | ---- | ---- | ---- | ---- | ---- | ---- | ---- |
| 497  | 431  | 419  | 378  | 364  | 331  | 300  | 301  | 304  |

| 1901 | 1906 | 1911 | 1921 | 1926 | 1931 | 1936 | 1946 | 1954 |
| ---- | ---- | ---- | ---- | ---- | ---- | ---- | ---- | ---- |
| 279  | 289  | 257  | 227  | 225  | 193  | 187  | 193  | 139  |

| 1962 | 1968 | 1975 | 1982 | 1990 | 1999 | 2008 | 2013 | 2018 |
| ---- | ---- | ---- | ---- | ---- | ---- | ---- | ---- | ---- |
| 135  | 142  | 125  | 118  | 137  | 132  | 123  | 147  | 144  |

| 2019 | - | - | - | - | - | - | - | - |
| ---- | - | - | - | - | - | - | - | - |
| 135  | - | - | - | - | - | - | - | - |

### Cultes
Le territoire communal est rattaché à la paroisse catholique du Bienheureux Thomas Hélye de la Hague, au sein du doyenné de Cherbourg-Hague. Son principal lieu de culte est l'église Saint-Martin, qui accueille occasionnellement des célébrations. La commune dispose également d'un calvaire, érigé sur les hauteurs du Mont Clin.
Le saint patron traditionnel de la commune est saint Martin de Tours.

## Économie
Commune touristique, hébergeant une part importante de maisons secondaires et disposant de deux hôtels, ses ressources économiques proviennent essentiellement de la présence d'une partie de l'usine de retraitement de la Hague sur son territoire. Quelques exploitations agricoles complètent le paysage économique.
Selon les données 2007 du ministère de l'Économie, Omonville-la-Petite est la commune qui dispose du plus grand potentiel fiscal par habitant de France (32 654,77 €).

## Culture locale et patrimoine

### Lieux et monuments
- Maison Jacques-Prévert, où le poète habita de 1970 à 1977, aujourd'hui reconvertie en musée.
- Église Saint-Martin du XIVe siècle, remaniée, bâtie sur des soubassements romans et avec clocher-mur à deux cloches extérieures. Elle abrite deux bas-reliefs des XVe et XVIe siècles : une charité de saint Martin et une Vierge de pitié ainsi qu'une croix-reliquaire de la Vraie Croix (XVIIIe) classés au titre objet aux monuments historiques[18], des fonts baptismaux (XIVe), des culots (XVIe), pavement (XVIIe) et de nombreuses statues dont une de saint Jean Baptiste (XVe)[8].

Dans un document du Trésor des Chartes daté : Melun, 8 septembre 1245, Saint Louis confirme la nomination à la cure d'Omonvilla-Parva de Guillaume de Anscio.
- Croix de Besneville (XVIIIe siècle), croix de cimetière (XIXe siècle), croix de chemin du Mont-Clin.
- Ferme-manoir Sainte-Hélène (XIXe siècle). Elle fut bâtie avec les pierres du prieuré éponyme qui dépendait de l'abbaye de Cormery[8].
- Ancien moulin Renet.
- Anse Saint-Martin.
- Pointe de la Hague.

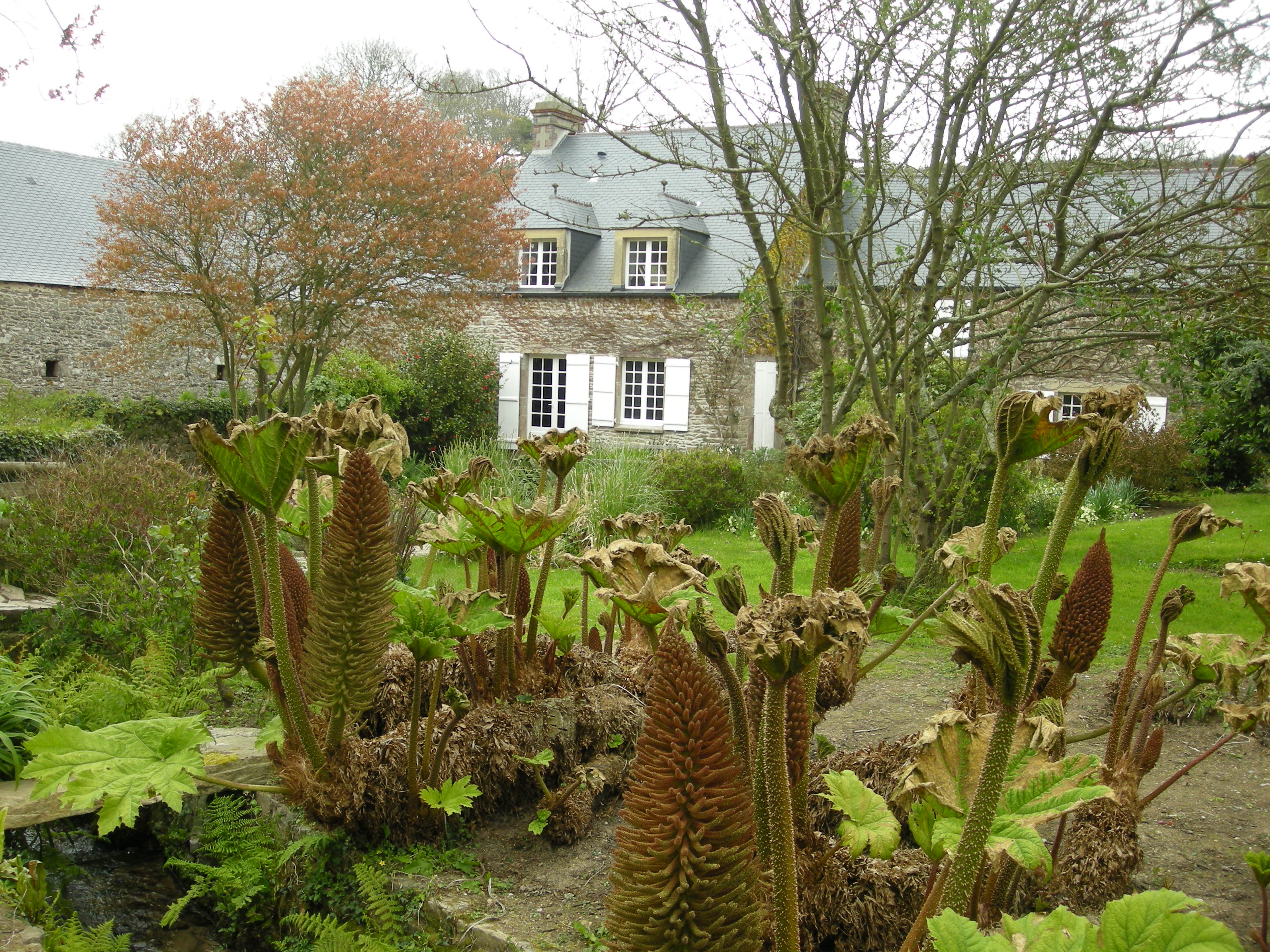
La maison Jacques Prévert.
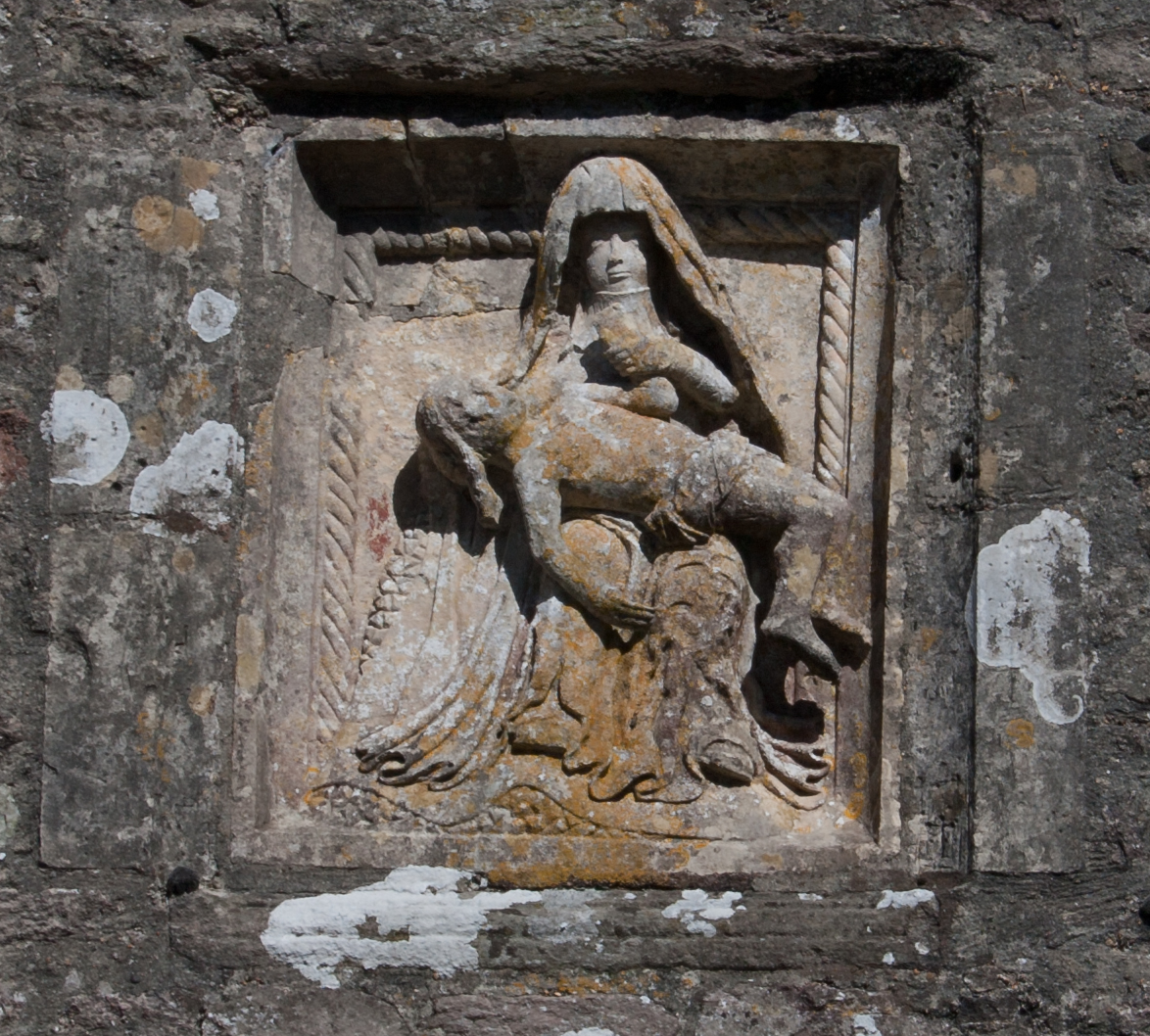
Vierge de pitié, bas-relief classé, sur la façade occidentale de l’église.
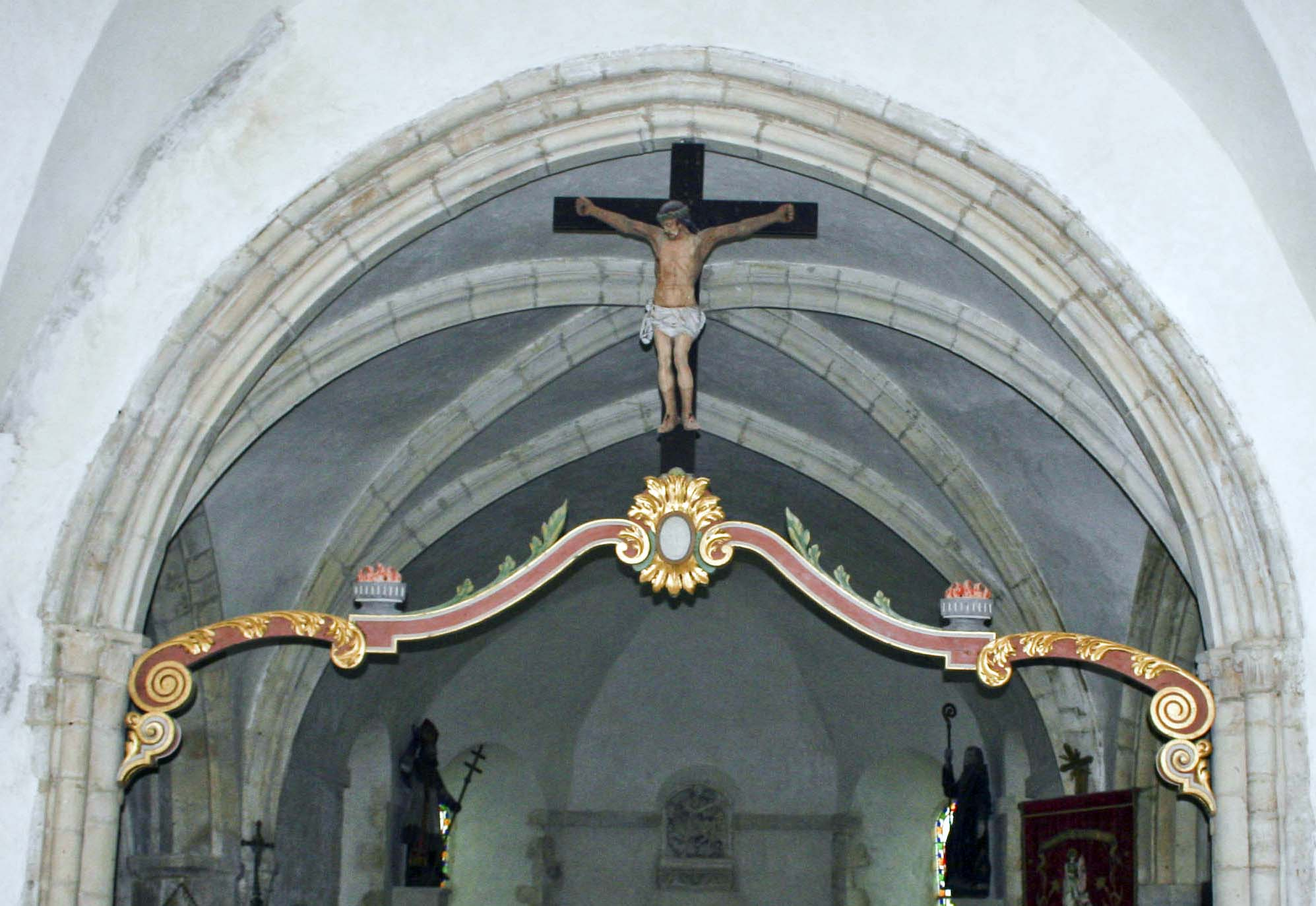
Église Saint-Martin, arc triomphal et poutre de gloire.
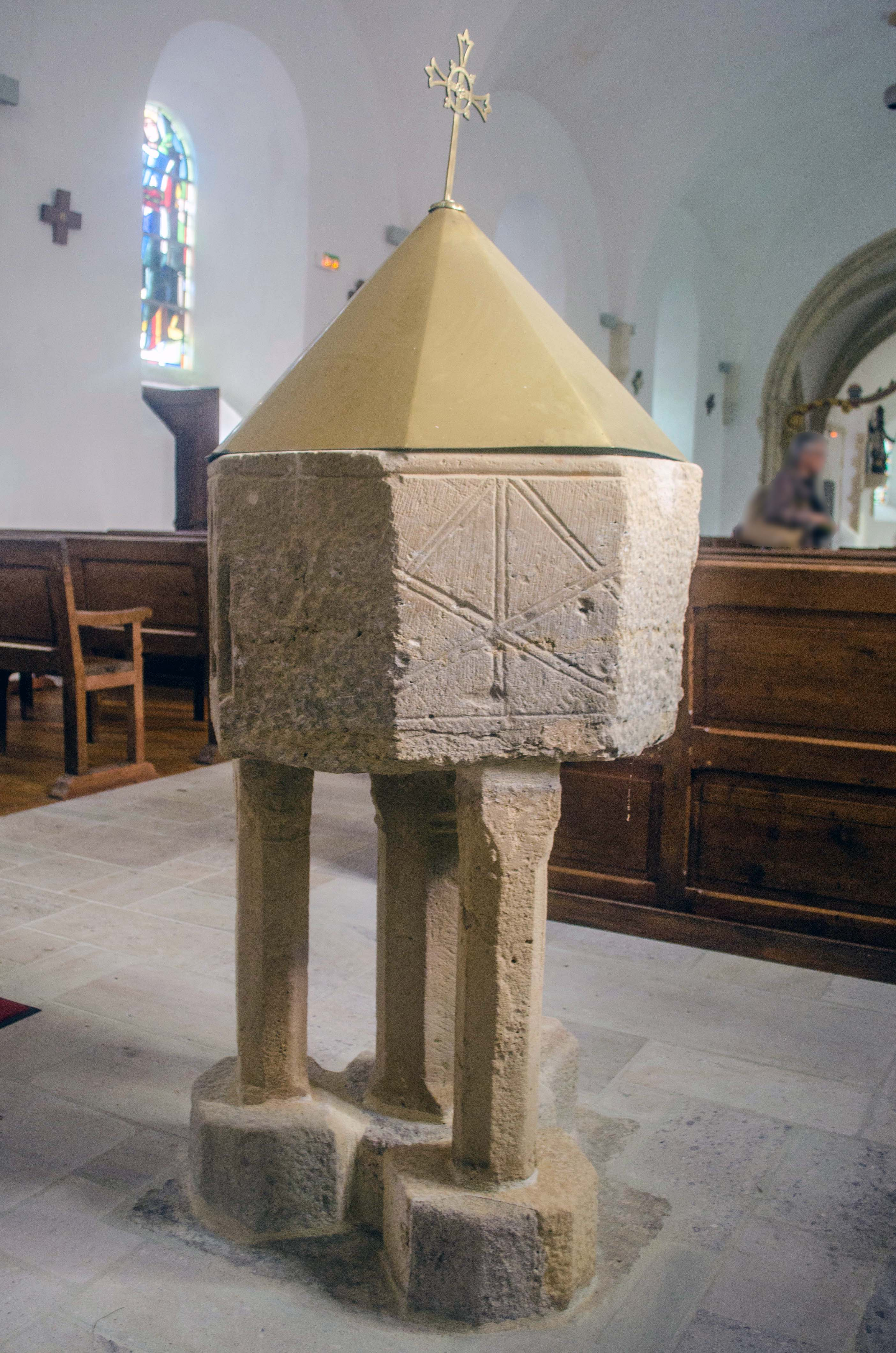
Église Saint-Martin, fonts baptismaux.

### Personnalités liées à la commune
- Félix Mesnil, zoologiste et biologiste à l'Institut Pasteur, est né à Omonville-la-Petite le 12 décembre 1868.
- Jacques Prévert, poète, scénariste et dialoguiste, avait une maison à Omonville-la-Petite. Il y est décédé le 11 avril 1977. Il est enterré dans le cimetière de la commune.
- Alexandre Trauner, décorateur de cinéma, ami de Prévert, avait également une maison à Omonville-la-Petite (il y fit s'installer Prévert). Il y est enterré.

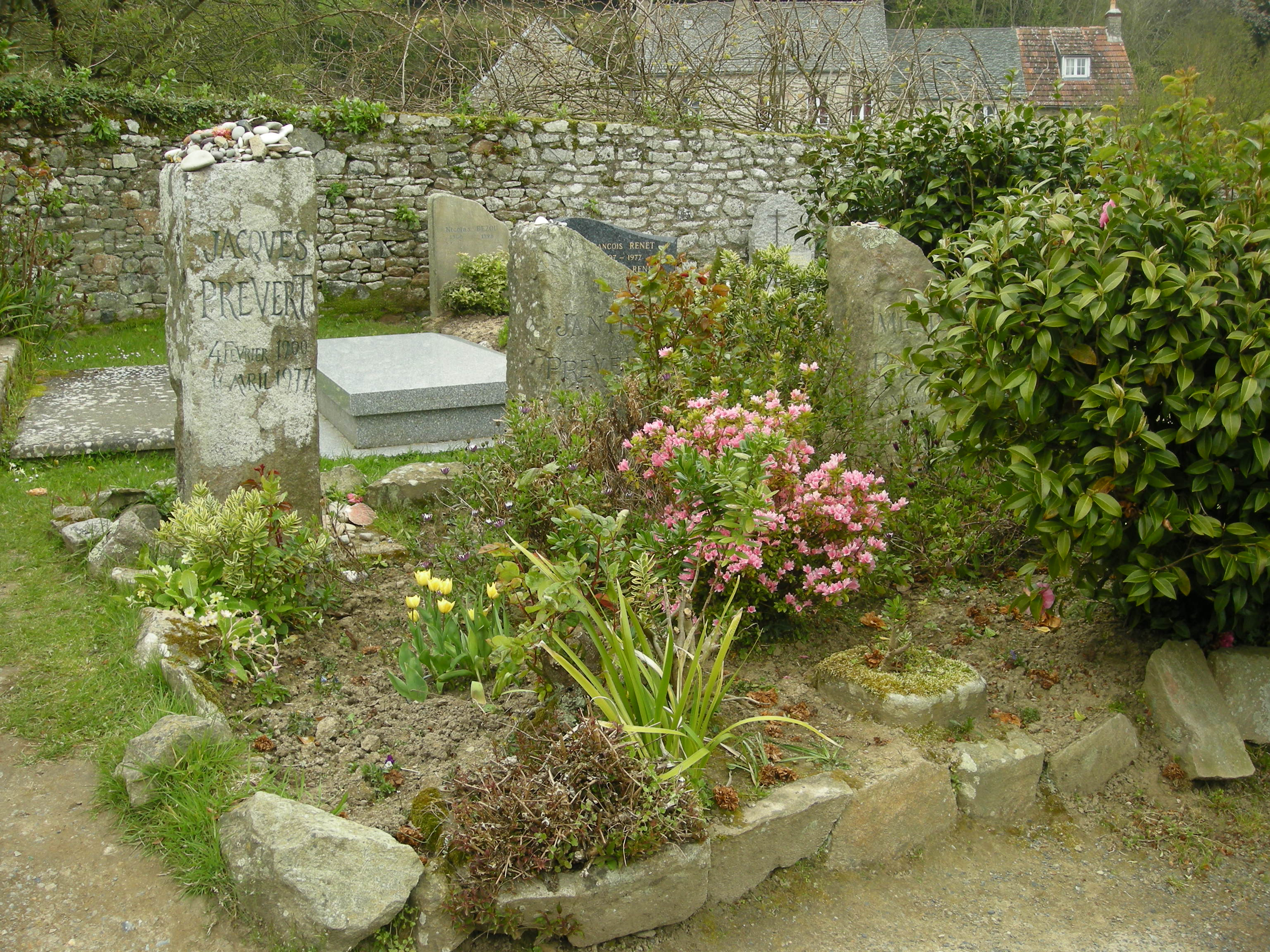
Les tombes de Jacques Prévert, de sa femme et de sa fille.
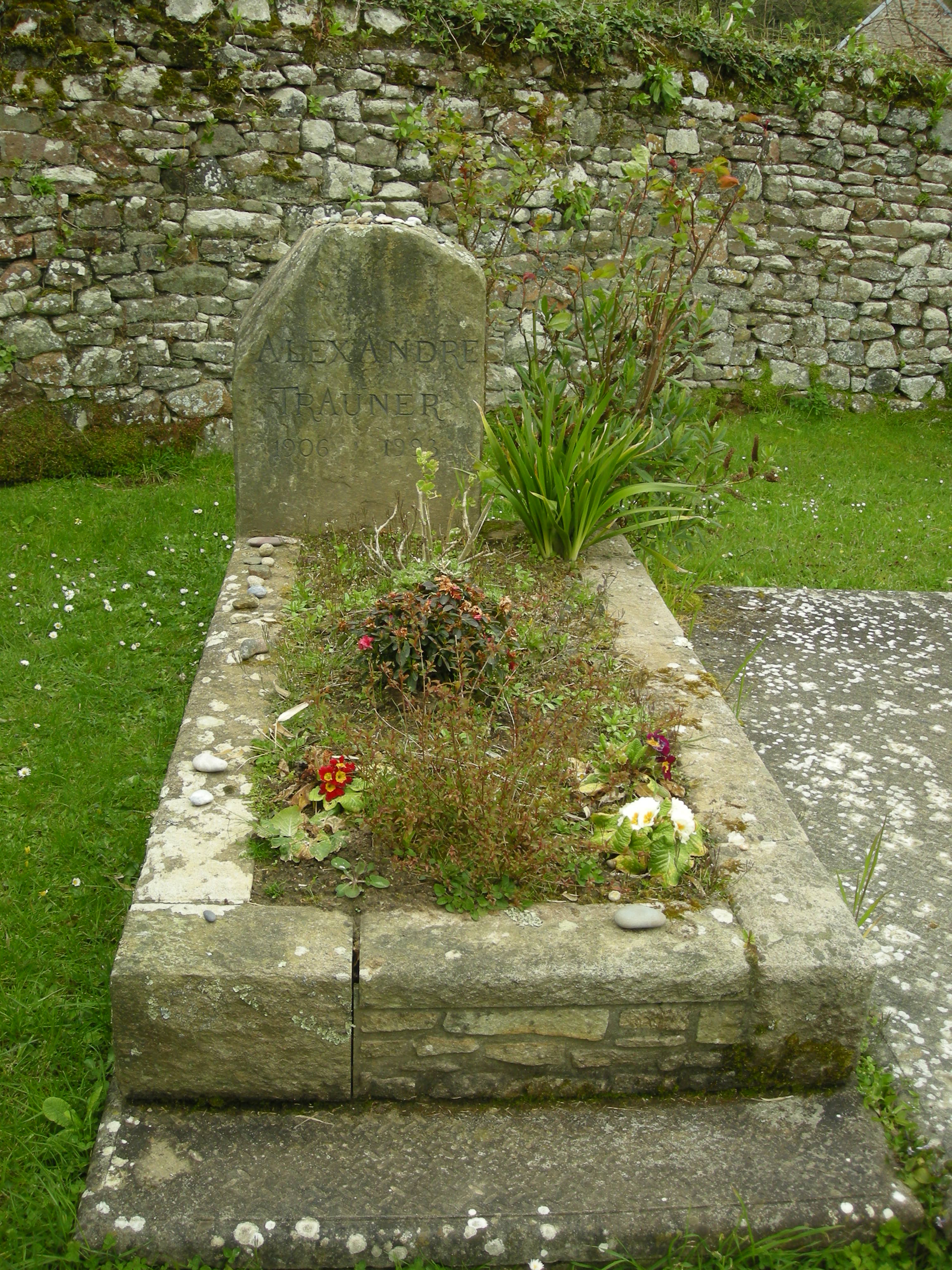
La tombe d'Alexandre Trauner.